# Урбан, Лукаш
Лукаш Урбан (словац. Lukáš Urban; род. 22 июня 1995)  — словацкий гандболист, выступающий за словацкий клуб ГК Татран Прешов.

## Карьера

#### Клубная
Лукаш Урбан начал свою профессиональную карьеру в 2012 году, заключив контракт с клубом ГК Татран Прешов. В составе ГК Татран Прешов Лукаш стал трёхкратным чемпионом Словакии.

#### Сборная
Лукаш Урбан провёл за сборную Словакии 6 матчей и забросил 12 мячей

## Статистика
Статистика Лукаша Урбана в чемпионате Словакии в сезоне 2018/19 указана на 11.6.2019
| Сезон        | Клуб             | Лига       | Матчи | Голы | 7-метр | Голы |
| ------------ | ---------------- | ---------- | ----- | ---- | ------ | ---- |
| 2016-17      | ГК Татран Прешов | Екстралига | 30    | 108  | 1      | 107  |
| 2017-18      | ГК Татран Прешов | Екстралига | 35    | 149  | 10     | 139  |
| 2018-19      | ГК Татран Прешов | Екстралига | 17    | 66   | 0      | 66   |
| 2016–по н.в. | Итого            | Екстралига | 82    | 323  | 11     | 312  |